# Orodesmus macrolophus
Orodesmus macrolophus är en mångfotingart som beskrevs av Carl Graf Attems 1931. Orodesmus macrolophus ingår i släktet Orodesmus och familjen Oxydesmidae. Inga underarter finns listade i Catalogue of Life.